# Calçado (Pernambuco)
Calçado é um município brasileiro localizado no Agreste do estado de Pernambuco, sendo formado apenas pelo distrito sede.

## História
Conta-se que havia em 1825 uma fazenda de propriedade do Senhor Bernardino Alves do Nascimento, conhecido por "Bernardino Pedra" devido ao seu rígido caráter, na atual área onde hoje está localizada a Sede do Município. Nesta propriedade havia uma grande árvore chamada paineira, que é apelidada de barriguda, onde, perto dela, um boi preto, com as quatro patas brancas pastava e descansava. Por conta das patas brancas, que lhe dava a impressão de estar calçado, o boi foi denominado de Boi Calçado. A antiga fazenda passou a povoado, passou a vila e o nome Calçado permaneceu até este ser elevada a categoria de cidade.[carece de fontes?]
O distrito de Calçado pertencia ao Município de Canhotinho, e foi criado em 1911, sendo desmembrado em 20 de dezembro de 1963 pela Lei Estadual nº 4948. Somente em 1 de janeiro de 1964 foi instalado o Município, formado pelo distrito Sede e povoados de Olho d’Água dos Pombos, Santa Rita e Riacho Dantas.[carece de fontes?]

## Geografia
O Município de Calçado está localizado no Agreste Pernambucano, Microrregião Agreste Meridional. Sua sede está localizada a 644 m acima do nível do mar com coordenadas geográficas 8º44’82’’ de latitude sul e 36º20’02’’ de longitude de oeste de Greenwich, ocupando uma área de 114 km², e uma população de 11.619, segundo dados do IBGE (2009).
O município está  incluído na área geográfica de abrangência do semiárido brasileiro, definida pelo Ministério da Integração Nacional em 2005.  Esta delimitação tem como critérios o índice pluviométrico inferior a 800 mm, o índice de aridez até 0,5 e o risco de seca maior que 60%.